# فرح فتح
 فراه فتح (انگلیسی: Farah Fath؛ زادهٔ ۱ مهٔ ۱۹۸۴) یک هنرپیشه اهل ایالات متحده آمریکا است. وی از سال ۱۹۹۹ میلادی تاکنون مشغول فعالیت بوده‌است.